# Stinker Point (Bird Island)
Der Stinker Point (englisch für Eisbergspitze) ist eine Landspitze an der Südküste von Bird Island im Archipel Südgeorgiens im Südatlantik. Sie markiert die westliche Begrenzung der Einfahrt von der Jordan Cove in das Freshwater Inlet.
Das UK Antarctic Place-Names Committee benannte die Landspitze 2012. Namensgeber ist der Riesensturmvogel (Macronectes giganteus), der in der englischen Seemannssprache als Stinker bezeichnet wird.